# Гюнтер, Генри
Генри Николас Джон Гюнтер (англ. Henry Nicholas John Gunther; 6 июня 1895, Балтимор, штат Мэриленд, США — 11 ноября 1918, Шомон-деван-Дамилье, департамент Мёз, Франция) — американский солдат, последний из всех солдат, погибших на фронте Первой мировой войны. Он был убит 11 ноября 1918 года в 10:59, за минуту до вступления в силу Первого компьенского перемирия.

## Ранние годы
Генри Гюнтер родился в Восточном Балтиморе 6 июня 1895 года в американо-германской семье. Родители: Джордж (Георг) Гюнтер и Лина Рот, дети мигрантов из Германии. Генри провёл детство в Хайлендтауне, районе Восточного Балтимора, где проживало много выходцев из Германии и их потомков; семья проживала в римско-католическом округе Святого Сердца Иисуса. Генри работал бухгалтером и клерком в Национальном банке Балтимора, а в 1915 году вступил в христианское движение «Рыцари Колумба».

## Служба в армии
Будучи потомком выходцев из Германии, Гюнтер не стремился особенно сражаться против исторической родины. В апреле 1917 года США официально вступили в войну, но Генри был призван только в сентябре 1917 года и зачислен в 313-й пехотный полк, известный как «Личный полк Балтимора». Полк входил в 157-ю бригаду 79-й пехотной дивизии Армии США. Дослужившись до звания сержанта, Гюнтер стал в полку ответственным за состояние солдатской униформы. В июле 1918 года американцы прибыли во Францию в составе Американских экспедиционных сил. В одном из писем домой Генри жаловался на ужасные условия пребывания на фронте и советовал другу как можно скорее что-нибудь сделать, чтобы уклониться от призыва. Письмо было просмотрено внутренним цензором, и Гюнтера разжаловали в рядовые.
Рота Г. Гюнтера прибыла на Западный фронт 12 сентября 1918 и участвовала в Мёз-Аргоннском наступлении. К утру 11 ноября боевые действия не прекратились. В 5 часов утра по местному времени было подписано соглашение о перемирии с Германией, которое вступало в силу через 6 часов, в 11:00. Тем временем отряд Гюнтера подошёл к немецкому КПП в деревне Шомон-деван-Дамвилье (департамент Мёз), где были два пулемётных расчёта. Гюнтер, вопреки приказу сержанта Эрнеста Пауэлла, побежал в штыковую атаку. Немцы, знавшие о наступлении перемирия, попытались остановить его, но тот в ответ на призывы остановиться сделал один или два выстрела. Когда Генри подобрался слишком близко к пулемётам, то был сражён насмерть очередью. Писатель Джеймс Кейн, работавший в местной газете The Baltimore Sun, опросил позднее товарищей Гюнтера и написал:

Гюнтер размышлял долго по поводу своего недавнего разжалования и стал одержим решимостью выставить себя в хорошем свете перед офицерами и сослуживцами.
Оригинальный текст (англ.)Gunther brooded a great deal over his recent reduction in rank, and became obsessed with a determination to make good before his officers and fellow soldiers.

Командир Американских экспедиционных сил генерал Джон Першинг на следующий день отметил Гюнтера как последнего американца, погибшего в боях войны. Посмертно Гюнтер был восстановлен в звании сержанта, упомянут в Дивизионном донесении за храбрость в боях и награждён крестом «За выдающиеся заслуги». Спустя несколько лет пост номер 1858 в организации Ветеранов войн за границей в Восточном Балтиморе получил имя Гюнтера (к настоящему времени прекратил существование). Останки Гюнтера были перевезены в США в 1923 году после того, как их эксгумировали с военного кладбища во Франции. Перезахоронение состоялось на кладбище Святейшего Искупителя в Балтиморе.
Дальнейшее расследование установило, что во время переговоров, состоявшихся в железнодорожном вагоне в Компьенском лесу, маршал Франции Фердинанд Фош отказался поддержать просьбу немецкой стороны о прекращении огня для избежания бессмысленных боевых потерь. Печальным совпадением является то, что с момента подписания перемирия и до его наступления — 11 ноября (ноябрь — 11-й месяц) к 11:00 число убитых и раненых выросло как минимум ещё на 11 тысяч.

## Памятники

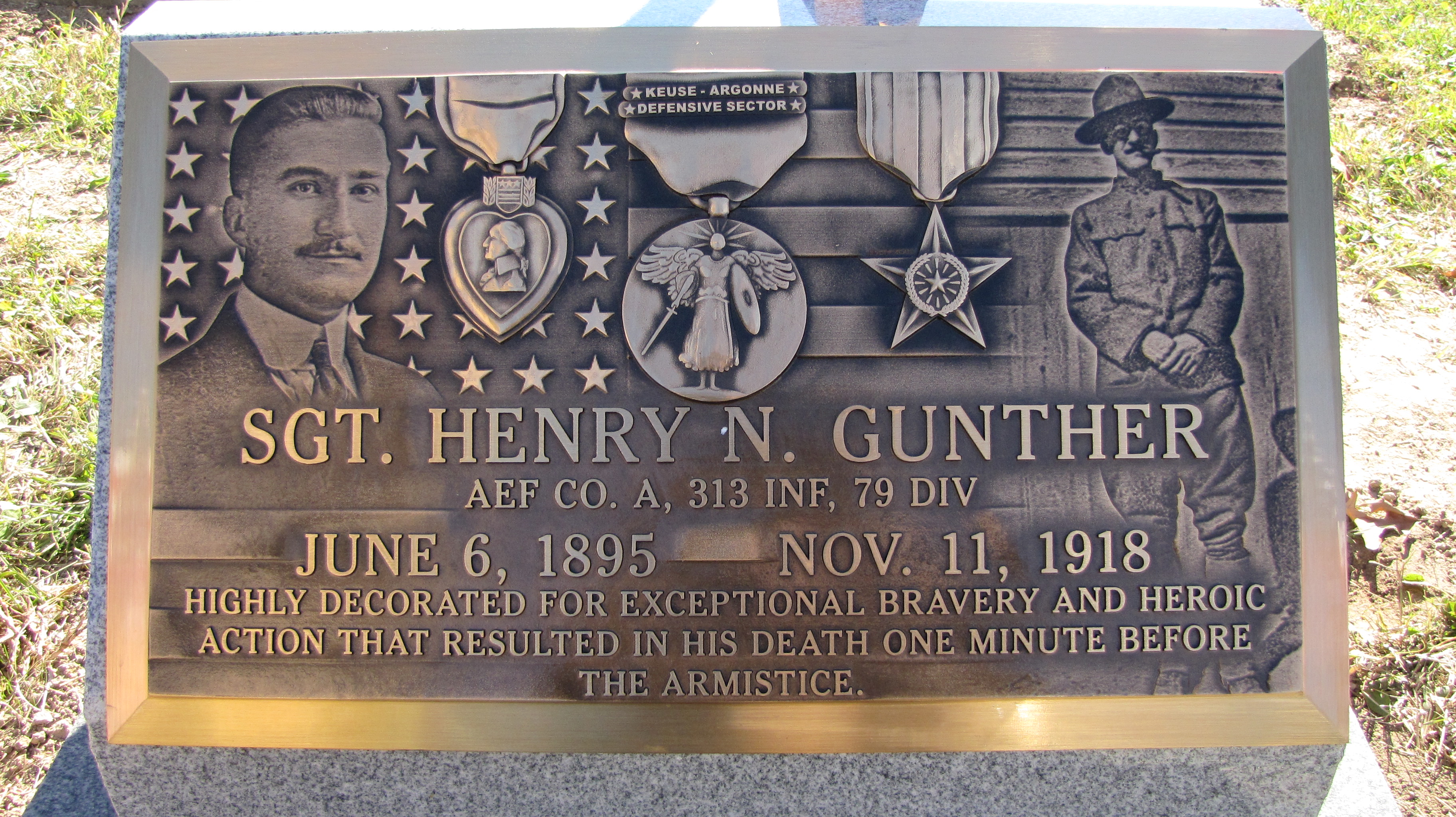
Могильная плита с изображением Генри Гюнтера (установлена 11 ноября 2010)

- В День ветеранов, 11 ноября 2008 в Шомон-деван-Дамвилье был установлен памятник на месте гибели Гюнтера, а через два года в Балтиморе на кладбище была установлена могильная плита: открытие состоялось в 10:59 по инициативе Немецкой общины Мэриленда[6].

## Книга и фильм
- Роджер Фэйндт написал книгу о Гюнтере под названием «10:59» (англ. 10h59). По ней в 2013 году начали снимать фильм бюджетом 12 миллионов евро[13].